# André de Peschiera
André de Peschiera foi um frade dominicano italiano. Viu o seu culto (beato) confirmado em 1820 por Papa Pio VII.

## Vida e obras
Cresceu perto do Peschiera del Garda, Itália, e era conhecido como uma criança piedosa e de grande religiosidade. Cedo teve o desejo de se tornar um eremita e tentou levar uma estilo de vida monástico na casa do seu pai. Quando este faleceu, tinha André então 15 anos, entrou para a Ordem dos Pregadores, no convento de Bréscia. Estudou no Convento de São Marcos, em Florença, juntamente com Santo Antonino de Florença, o beato Lourenço de Riprafratta, beato Constantius, e o beato António della Chiesa.
Pregou durante 45 anos, como frade itinerante pela região de Valtellina, nos Alpes italianos, viajando a pé, vivendo com os mais pobres e necessitados. Fundou hospitais, igrejas, escolas e orfanatos.
Faleceu no convento de Morbegno, Valtellina, a 18 de Janeiro de 1485.